# Iňačovce
Iňačovce (in ungherese Solymos) è un comune della Slovacchia facente parte del distretto di Michalovce, nella regione di Košice.